# Daone
Daone est une ancienne commune italienne de moins de 1 000 habitants située dans la province autonome de Trente dans la région du Trentin-Haut-Adige dans le nord-est de l'Italie. Elle fusionne le 1er janvier 2015 avec Bersone et Praso pour former Valdaone.

## Administration
| Période                                  | Période | Identité | Étiquette | Qualité |
| ---------------------------------------- | ------- | -------- | --------- | ------- |
|                                          |         |          |           |         |
| Les données manquantes sont à compléter. |         |          |           |         |

### Communes limitrophes
Spiazzo, Strembo, Saviore dell'Adamello, Massimeno, Pelugo, Cevo, Villa Rendena, Breguzzo, Ceto, Roncone, Praso, Lardaro, Breno (Italie), Bersone, Condino, Castel Condino, Cimego

## Jumelages
- Alviano (Italie) depuis 2002